# Кубок Европы по лёгкой атлетике 1987
11-й Кубок Европы по лёгкой атлетике прошёл 27—28 июня 1987 года на стадионе Эвжена Рошицкого в Праге, столице Чехословакии. На старт финала A (сильнейшего дивизиона турнира) вышли по 8 сильнейших сборных континента среди мужчин и женщин. На протяжении двух дней участники боролись за командные очки в 20 мужских и 16 женских легкоатлетических дисциплинах.
Одновременно в шведском Гётеборге состоялся финал B, в греческих Афинах и португальской Мае — финалы C.
Чемпионка Европы Диана Гански из ГДР показала третий результат в истории женского метания диска — 73,90 м. Дальше метали только сама Гански неделей ранее (74,08 м) и рекордсменка мира Зденька Шильгавая в 1984 году (74,56 м).
Сильными индивидуальными выступлениями отметились и другие восточногерманские женщины. Зильке Гладиш впервые на Кубках Европы пробежала 200 метров быстрее 22 секунд, Корнелия Ошкенат обыграла в беге на 100 метров с барьерами рекордсменку мира Йорданку Донкову, Хайке Дрекслер выиграла прыжок в длину с результатом 7,26 м.
В активе женской команды СССР оказалась победа Натальи Лисовской в толкании ядра с рекордом соревнований 21,56 м. Татьяна Самоленко после второго места в беге на 1500 метров отметилась запоминающейся победой на дистанции 800 метров: рекордсменка мира Ярмила Кратохвилова победно вскинула руки за три метра до финиша, однако Татьяна успела догнать и опередить соперницу.
Титулованный британец Стив Крэм на своей коронной дистанции 1500 метров неожиданно уступил испанцу Хосе Луису Гонсалесу.

## Финал A

### Командное первенство
Женская сборная ГДР выиграла 11 видов из 16, большинство из них — за явным преимуществом, и обеспечила уверенную восьмую победу в Кубке Европы из 11 возможных. Команда СССР, годом ранее прервавшая 13-летнюю победную серию немецкой команды, на этот раз была вынуждена бороться с Болгарией за второе место. Балканская команда проиграла эту борьбу, но в третий раз повторила своё лучшее выступление на турнире, третье место.
Советские мужчины, в отличие от женщин, смогли повторить домашний успех двухлетней давности и вновь завоевали главный приз соревнований, «Флорентийскую чашу» (победа стала для страны пятой на Кубках Европы). Дебютанты финала A испанцы смогли сохранить в нём место благодаря успешному выступлению бегунов на средние и длинные дистанции, одержавших три победы.
Польша у мужчин и Франция у женщин выбыли в финал B.
| Место | Команда        | Очки  |
| ----- | -------------- | ----- |
| 1     | СССР           | 117   |
| 2     | ГДР            | 114,5 |
| 3     | Великобритания | 99    |
| 4     | ФРГ            | 88    |
| 5     | Италия         | 87    |
| 6     | Чехословакия   | 73    |
| 7     | Испания        | 72    |
| 8     | Польша         | 58,5  |

| Место | Команда        | Очки |
| ----- | -------------- | ---- |
| 1     | ГДР            | 119  |
| 2     | СССР           | 92   |
| 3     | Болгария       | 86   |
| 4     | ФРГ            | 77   |
| 5     | Великобритания | 59,5 |
| 6     | Чехословакия   | 51,5 |
| 7     | Польша         | 45   |
| 8     | Франция        | 45   |

### Сильнейшие в отдельных видах — мужчины
Сокращения: WR — мировой рекорд | ER — рекорд Европы | NR — национальный рекорд | CR — рекорд Кубков Европы

| Дисциплина                          | 1-е место                                                                        | 1-е место            | 2-е место                                                                  | 2-е место          | 3-е место                                                                          | 3-е место          |
| ----------------------------------- | -------------------------------------------------------------------------------- | -------------------- | -------------------------------------------------------------------------- | ------------------ | ---------------------------------------------------------------------------------- | ------------------ |
| 100 м (ветер: −1,0 м/с)             | Линфорд Кристи Великобритания                                                    | 10,23                | Штеффен Брингман ГДР                                                       | 10,36              | Пьерфранческо Павони Италия                                                        | 10,38              |
| 200 м (ветер: +1,5 м/с)             | Линфорд Кристи Великобритания                                                    | 20,63                | Штеффен Брингман ГДР                                                       | 20,85              | Андрей Федорив СССР                                                                | 20,87              |
| 400 м                               | Томас Шёнлебе ГДР                                                                | 44,96 =CR            | Роджер Блэк Великобритания                                                 | 44,99              | Эдгар Итт ФРГ                                                                      | 45,54              |
| 800 м                               | Том Маккин Великобритания                                                        | 1.45,96              | Донато Сабиа Италия                                                        | 1.46,38            | Петер Браун ФРГ                                                                    | 1.46,86            |
| 1500 м                              | Хосе Луис Гонсалес Испания                                                       | 3.45,49              | Стив Крэм Великобритания                                                   | 3.45,54            | Йенс-Петер Херольд ГДР                                                             | 3.46,19            |
| 5000 м                              | Хосе Мануэль Абаскаль Испания                                                    | 13.32,87             | Тим Хатчингс Великобритания                                                | 13.34,83           | Сальваторе Антибо Италия                                                           | 13.35,92           |
| 10 000 м                            | Абель Антон Испания                                                              | 28.46,65             | Сальваторе Антибо Италия                                                   | 28.46,69           | Аксель Криппшок ГДР                                                                | 28.51,32           |
| Эстафета 4×100 м                    | СССР · Александр Евгеньев · Виктор Брызгин · Владимир Муравьёв · Владимир Крылов | 38,42                | ГДР · Хайко Труппель · Штеффен Брингман · Штеффен Швабе · Франк Эммельман  | 39,03              | Италия · Эцио Мадония · Джованни Бонджорни · Паоло Каталано · Пьерфранческо Павони | 39,55              |
| Эстафета 4×400 м                    | ГДР · Йенс Карловиц · Карло Ништедт · Матиас Шерзинг · Томас Шёнлебе             | 3.00,80              | Великобритания · Пол Хармсуорт · Брайан Уиттл · Тодд Беннетт · Роджер Блэк | 3.01,12            | ФРГ Норберт Добеляйт Эдгар Итт Йорг Вайхингер Харальд Шмид                         | 3.01,32            |
| 110 м с барьерами (ветер: +0,7 м/с) | Игорь Казанов СССР                                                               | 13,48                | Колин Джексон Великобритания                                               | 13,53              | Алеш Хёффер Чехословакия                                                           | 13,62              |
| 400 м с барьерами                   | Харальд Шмид ФРГ                                                                 | 48,67                | Макс Робертсон Великобритания                                              | 49,92              | Хосе Алонсо Испания                                                                | 50,15              |
| 3000 м с препятствиями              | Франческо Панетта Италия                                                         | 8.13,47              | Роджер Хакни Великобритания                                                | 8.20,68            | Хаген Мельцер ГДР                                                                  | 8.21,23            |
| Прыжок в высоту                     | Игорь Паклин СССР                                                                | 2,32 м               | Ян Звара Чехословакия                                                      | 2,29 м             | Кшиштоф Кравчик Польша                                                             | 2,26 м             |
| Прыжок в высоту                     | Игорь Паклин СССР                                                                | 2,32 м               | Ян Звара Чехословакия                                                      | 2,29 м             | Герд Вессиг ГДР                                                                    | 2,26 м             |
| Прыжок с шестом                     | Григорий Егоров СССР                                                             | 5,70 м               | Зденек Лубенский Чехословакия                                              | 5,60 м             | Бернхард Цинтль ФРГ                                                                | 5,35 м             |
| Прыжок в длину                      | Роберт Эммиян СССР                                                               | 8,38 м (−0,2 м/с) CR | Марко Делонге ГДР                                                          | 8,04 м (+1,1 м/с)  | Иво Крсек Чехословакия                                                             | 7,98 м (+0,5 м/с)  |
| Тройной прыжок                      | Олег Проценко СССР                                                               | 17,61 м (+0,6 м/с)   | Здзислав Хоффман Польша                                                    | 17,06 м (+0,3 м/с) | Петер Бушен ФРГ                                                                    | 16,98 м (+0,7 м/с) |
| Толкание ядра                       | Ульф Тиммерман ГДР                                                               | 22,01 м              | Алессандро Андреи Италия                                                   | 21,46 м            | Ремигиус Махура Чехословакия                                                       | 21,40 м            |
| Метание диска                       | Вацлавас Кидикас СССР                                                            | 66,80 м              | Юрген Шульт ГДР                                                            | 66,54 м            | Рольф Даннеберг ФРГ                                                                | 66,18 м            |
| Метание молота                      | Сергей Литвинов СССР                                                             | 82,28 м              | Ральф Хабер ГДР                                                            | 79,76 м            | Кристоф Занер ФРГ                                                                  | 75,28 м            |
| Метание копья                       | Виктор Евсюков СССР                                                              | 84,86 м CR           | Клаус Тафельмайер ФРГ                                                      | 83,30 м            | Ян Железный Чехословакия                                                           | 81,18 м            |

### Сильнейшие в отдельных видах — женщины
| Дисциплина                          | 1-е место                                                                     | 1-е место         | 2-е место                                                                         | 2-е место         | 3-е место                                               | 3-е место         |
| ----------------------------------- | ----------------------------------------------------------------------------- | ----------------- | --------------------------------------------------------------------------------- | ----------------- | ------------------------------------------------------- | ----------------- |
| 100 м (ветер: −0,4 м/с)             | Марлис Гёр ГДР                                                                | 10,95 =CR         | Анелия Нунева Болгария                                                            | 11,08             | Ульрике Сарвари ФРГ                                     | 11,30             |
| 200 м (ветер: +1,3 м/с)             | Зильке Гладиш ГДР                                                             | 21,99 CR          | Надежда Георгиева Болгария                                                        | 22,50             | Ева Каспшик Польша                                      | 22,63             |
| 400 м                               | Петра Мюллер ГДР                                                              | 49,91             | Мария Пинигина СССР                                                               | 50,46             | Росица Стаменова Болгария                               | 51,23             |
| 800 м                               | Татьяна Самоленко СССР                                                        | 1.59,26           | Ярмила Кратохвилова Чехословакия                                                  | 1.59,26           | Кристин Вахтель ГДР                                     | 1.59,54           |
| 1500 м                              | Кирсти Уэйд Великобритания                                                    | 4.09,03           | Татьяна Самоленко СССР                                                            | 4.09,60           | Андреа Ланге ГДР                                        | 4.09,82           |
| 3000 м                              | Ульрике Брунс ГДР                                                             | 8.44,48           | Ивонн Маррей Великобритания                                                       | 8.48,15           | Ольга Бондаренко СССР                                   | 8.48,54           |
| 10 000 м                            | Катрин Улльрих ГДР                                                            | 32.42,05          | Анджела Туби Великобритания                                                       | 32.46,78          | Наталья Сорокивская СССР                                | 33.10,18          |
| Эстафета 4×100 м                    | ГДР · Зильке Гладиш · Хайке Дрекслер · Ингрид Ауэрсвальд · Марлис Гёр         | 41,94             | Болгария · Гинка Загорчева · Анелия Нунева · Надежда Георгиева · Йорданка Донкова | 42,31 NR          | ФРГ Зильке Кнолль Ульрике Сарвари Андреа Томас Уте Тимм | 43,23             |
| Эстафета 4×400 м                    | СССР · Винета Икауниеце · Мария Пинигина · Людмила Джигалова · Ольга Назарова | 3.20,41           | ГДР · Кирстен Эммельман · Сабине Буш · Хайке Дрекслер · Петра Мюллер              | 3.20,60           | ФРГ Уте Тимм Карин Ликс Хельга Арендт Гизела Кинцель    | 3.25,29           |
| 100 м с барьерами (ветер: −0,9 м/с) | Корнелия Ошкенат ГДР                                                          | 12,47 CR          | Йорданка Донкова Болгария                                                         | 12,53             | Клаудия Зачкевич ФРГ                                    | 12,97             |
| 400 м с барьерами                   | Сабине Буш ГДР                                                                | 54,23             | Геновефа Блашак Польша                                                            | 55,44             | Елена Гончарова СССР                                    | 55,70             |
| Прыжок в высоту                     | Стефка Костадинова Болгария                                                   | 2,00 м            | Тамара Быкова СССР                                                                | 1,96 м            | Хайке Редецки ФРГ                                       | 1,96 м            |
| Прыжок в длину                      | Хайке Дрекслер ГДР                                                            | 7,26 м (+0,3 м/с) | Галина Чистякова СССР                                                             | 7,15 м (−0,4 м/с) | София Божанова Болгария                                 | 6,75 м (+3,1 м/с) |
| Толкание ядра                       | Наталья Лисовская СССР                                                        | 21,56 м CR        | Инес Мюллер ГДР                                                                   | 20,82 м           | Гелена Фибингерова Чехословакия                         | 20,28 м           |
| Метание диска                       | Диана Гански ГДР                                                              | 73,90 м CR        | Цветанка Христова Болгария                                                        | 68,26 м           | Зденька Шильгавая Чехословакия                          | 65,04 м           |
| Метание копья                       | Петра Фельке ГДР                                                              | 71,26 м           | Наталья Ермолович СССР                                                            | 64,42 м           | Беате Петерс ФРГ                                        | 64,38 м           |

## Финал B
Финал B прошёл 27—28 июня в шведском Гётеборге. В следующий розыгрыш финала A вышли Франция у мужчин и Румыния у женщин. Вылетели в финал C Финляндия и Югославия у мужчин и Норвегия и Нидерланды у женщин.
| Место | Команда   | Очки |
| ----- | --------- | ---- |
| 1     | Франция   | 117  |
| 2     | Болгария  | 102  |
| 3     | Швеция    | 97   |
| 4     | Венгрия   | 87   |
| 5     | Австрия   | 82   |
| 6     | Швейцария | 82   |
| 7     | Финляндия | 76,5 |
| 8     | Югославия | 73,5 |

| Место | Команда    | Очки |
| ----- | ---------- | ---- |
| 1     | Румыния    | 106  |
| 2     | Венгрия    | 83   |
| 3     | Италия     | 80,5 |
| 4     | Швейцария  | 69,5 |
| 5     | Финляндия  | 62,5 |
| 6     | Швеция     | 62,5 |
| 7     | Норвегия   | 56   |
| 8     | Нидерланды | 50   |

## Финалы C
Финалы C прошли 27—28 июня в двух дивизионах. Команды первой группы выступали в греческих Афинах, второй группы — в португальской Мае. В следующий розыгрыш финала B вышли Греция и Бельгия у мужчин и Югославия и Испания у женщин.

### Финал C1 (Афины)
| Место | Команда    | Очки |
| ----- | ---------- | ---- |
| 1     | Греция     | 83   |
| 2     | Нидерланды | 72   |
| 3     | Дания      | 60,5 |
| 4     | Кипр       | 46,5 |
| 5     | Турция     | 37   |

| Место | Команда   | Очки |
| ----- | --------- | ---- |
| 1     | Югославия | 83   |
| 2     | Австрия   | 71   |
| 3     | Греция    | 66   |
| 4     | Дания     | 52   |
| 5     | Турция    | 31   |
| 6     | Кипр      | 31   |

### Финал C2 (Мая)
| Место | Команда    | Очки |
| ----- | ---------- | ---- |
| 1     | Бельгия    | 72   |
| 2     | Португалия | 66   |
| 3     | Ирландия   | 62   |
| 4     | Норвегия   | 60   |
| 5     | Исландия   | 39   |

| Место | Команда    | Очки |
| ----- | ---------- | ---- |
| 1     | Испания    | 70   |
| 2     | Бельгия    | 59   |
| 3     | Португалия | 41   |
| 4     | Ирландия   | 35   |
| 5     | Исландия   | 32   |